# 约翰·海因斯

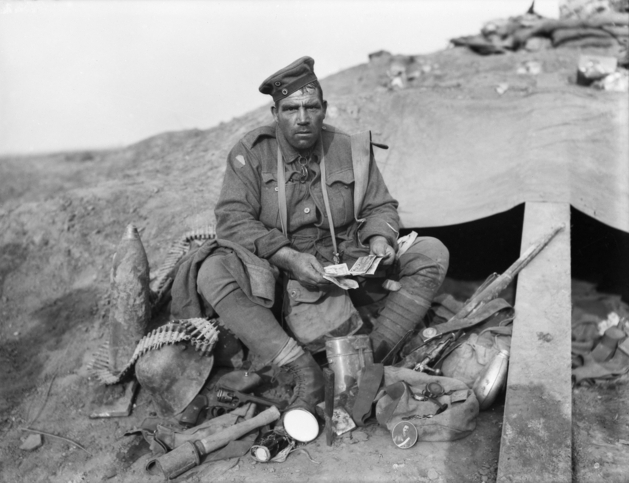
约翰·海因斯

约翰·巴尼·海因斯（John Barney Hines，1878-1958）是一位生于英国的澳大利亚士兵，曾参加第一次世界大战，其擅长从德军军人处盗取物品。澳大利亚摄影师、冒险家弗兰克·赫利曾为当时身边全是德军物品与钱财的海因斯拍下过一张照片，当时是1917年9月，多边形森林战役尚在进行中，而海因斯身旁的这些东西都是他掠夺而来的。这张照片后来成了一战期间澳军方面的一大名照。
海因斯于生于英格兰利物浦，后服役于英国陆军、英國皇家海军，也曾做过其他一些工作。1915年，海因斯来到澳大利亚，于当年8月志愿加入澳大利亚第1皇家军团。1916年初，海因斯因身体条件差而被退伍，但他又在当年8月重新入伍，在1917年3月至1918年年中这段时间里服役于西线战场，在这期间，他再次因身体健康问题而被退伍。在法国作战的那段时间里，海因斯表现勇猛，还通過各種手段积聚了大量財物，但在非作战时间里，他并不守纪律，经常受罚。战后，海因斯住在悉尼市郊，生活贫困，最终于1958年去世。

## 早年經歷
海因斯原名为约翰内斯·海姆，父母是德裔移民雅各布（Jacob）和多拉（Dora）。当时有很多德国人移民英格兰，在制糖业工作，其父雅各布·海姆就是其中之一。1899年，海因斯在利物浦埃尔登街（Eldon Street）的 圣母和解教堂与汉娜·马尔（Hannah Maher）成婚，婚后育有两个孩子。
1900年代初，海因斯移居至新西兰。1904年11月，也就是他在新西兰首次留下犯罪记录的时候，他开始使用“海因斯”这一姓氏。逾十年后，他从新西兰迁居至澳大利亚。当时，他以“J·海姆”为姓名，在索默塞特（Somerset）号船上当了个救火员，借此跑到了澳大利亚。1915年8月18日，索默塞特号抵达悉尼。

## 來源
1. 1 2  The Hidden Life of John 'Barney' Hines （页面存档备份，存于）.
2. ↑  .   [2023-10-02]. （原始内容存档于2023-04-24）.
3. ↑  .   [2023-10-02]. （原始内容存档于2018-09-01）.
4. ↑  .   [2023-10-02]. （原始内容存档于2020-01-05）.

### 印刷來源
- Holland & Stanley. . Sabretache. 2018, (vol LIX no. 4)  [2023-10-02]. （原始内容存档于2023-11-19）.
- McKernan, Michael. . St Lucia: University of Queensland Press in Association with the Australian War Memorial. 1991. ISBN 0-7022-2413-8.
- Stanley, Peter. . Wartime. 2001, (13). ISSN 1328-2727.
- Stanley, Peter. . Sydney: Pier 9. 2010. ISBN 978-1-74196-480-6.
- Stavrou, Nikolaos. . Mount Druitt Standard. 22 April 2009  [30 January 2011]. （原始内容存档于2012-04-26）.

### 網站
- . Collection. Australian War Memorial.   [30 January 2011]. （原始内容存档于27 February 2011）.
- . The AIF Project. UNSW@ADFA.   [26 March 2016]. （原始内容存档于2023-04-19）.
- . Fifty Australians. Australian War Memorial.   [30 January 2011]. （原始内容存档于2016-03-07）.
- . Australians at War. Australian Government Department of Veterans' Affairs.   [6 March 2018]. （原始内容存档于2019-11-16）.
- . RecordSearch. National Archives of Australia.   [30 January 2011].
- Kelly, Darryl. . ANZAC Day Commemoration Committee of Queensland Incorporated.   [26 March 2016]. （原始内容存档于2024-03-05）.

## 更多閱讀
- Krass, Urte.  [The face that got the Kaiser's goat!]. Zeitschrift für Ideengeschichte. 2014, (VIII/2). ISSN 1863-8937.